# SV40大T抗原
SV40大T抗原（英语：SV40 large T antigen或Simian Vacuolating Virus 40 TAg）是一种六聚体蛋白，是源自多瘤病毒科SV40的显性作用癌蛋白。TAg能够诱导多种细胞类型的恶性转化。 TAg的转化活性在很大程度上是由于其对视网膜母细胞瘤（pRb）的干扰和p53肿瘤抑制蛋白。此外，TAg与其他几种细胞因子结合，包括转录共激活因子p300和CBP，这可能有助于其转化功能。
TAg是SV40在病毒感染过程中转录的早期基因产物，参与病毒基因组复制和宿主细胞周期调控。 SV40是一种双链环状DNA病毒，属于多瘤病毒科（早期的 Papovavirus）家族，Orthopolyomavirus属。多瘤病毒感染多种脊椎动物并在多个部位引起实体瘤。 SV40由Sweet B.H.和莫里斯·希勒曼于1960年在用于生长沙宾OPV的原代猴肾细胞培养物中分离出来。

## 结构域
该标签具有一个CUL7结合域、一个P53结合域、一个锌指和一个超家族3 ATPase/解旋酶域。它有两个基序，一个用于核定位信号，另一个是LXCXE基序。

## 机制
进入细胞后，病毒基因被宿主细胞RNA聚合酶II转录，产生早期mRNA。由于基因组相对简单，多瘤病毒严重依赖细胞进行转录和基因组复制。复制起点周围的顺式调节元件指导转录，而T抗原指导转录和复制。
SV40 DNA复制是通过大T抗原与基因组的起始区域结合来启动的。T抗原的功能由磷酸化控制，磷酸化会减弱与SV40起源的结合。T抗原和DNA聚合酶-α之间的蛋白质-蛋白质相互作用直接刺激病毒基因组的复制。
T抗原还结合并灭活肿瘤抑制蛋白（p53、pRb）。这导致细胞离开G1期进入S期，促进DNA复制。
SV40基因组非常小，不编码DNA复制所需的所有信息。因此，宿主细胞必须进入S期，此时细胞DNA和病毒基因组一起复制。因此，除了增加转录外，T抗原的另一个功能是改变细胞环境以允许病毒基因组复制。

## 核定位信号
SV40大T抗原已被用作研究核定位信号的模型蛋白。它通过与输入蛋白α的相互作用被输入细胞核。核定位序列是PKKKRKV。

## 通过LXCXE基序与pRb的相互作用
SV40大T抗原、其他多瘤病毒大T抗原、腺病毒E1a蛋白和致癌人类乳头瘤病毒E7蛋白共享一个编码高亲和力pRb结合域的结构基序。使用在大规模并行超级计算机（Connection Machine-2）上运行的人工智能模式诱导程序改进了高亲和力pRb结合域的诊断模式。该基序的特征是一个Asp、Asn或Thr残基，后跟三个不变的氨基酸，散布着非保守氨基酸（用x表示，其中x不能是Lys或Arg残基）。带负电荷的区域经常跟随pRb结合域的羧基末端。
{Asp/Asn/Thr} – Leu – x – Cys – x – Glu – x – ... {带负电荷的区域}
该基序中的疏水和静电性质高度保守。例如，局部疏水性最大值出现在不变的Leu残基附近。净负电荷发生在恒定Leu残基氨基末端的3个残基内；此外，在Leu – x – Cys – x – Glu序列中，也没有在紧邻该序列的位置发现带正电荷的氨基酸（Lys或Arg）。pRb结合基序和带负电荷的区域与SV40标记的片段匹配，从残基102开始，到残基115结束，如下所示：
– Asn – Leu – Phe – Cys – Ser – Glu – Glu – Met – Pro – Ser – Ser – Asp – Asp – Glu –
对在该区段（包括氨基酸位置106至114）内带有突变的TAg蛋白的功能研究表明，某些有害突变消除了恶性转化活性。例如，第107位不变的Glu突变为Lys-107会完全消除转化活性。该片段内的有害突变（包括氨基酸位置105至114在内）也削弱了突变TAg蛋白种类与pRb的结合，这意味着转化活性与TAg结合pRb的能力之间存在相关性。详细的计算机化生物信息学分析，以及X射线晶体学研究，已经证明了该区域TAg和pRb之间相互作用的生物物理基础。TAg残基 103至109形成一个延伸的环结构，该结构紧密结合在pRb的表面凹槽中。在晶体结构中，Leu-103的位置使得范德华力与pRb中Val-714和Leu-769的疏水侧链接触。许多氢键也稳定了TAg-pRb复合物。例如，Glu-107的侧链通过接受来自pRb中Phe-721和Lys-722的主链酰胺基团的氢而形成氢键。Glu-107突变为Lys-107预计会导致这些氢键的丢失。此外，Lys-107的侧链可能会与Phe-721或Lys-722的酰胺产生不利的相互作用，从而破坏复合物的稳定性。
强有力的实验证据证实，带正电荷的氨基酸（Lys或Arg）在位于Leu – x – Cys – x – Glu序列附近时会显着削弱与pRB的结合相互作用。这可能是由于pRb上的结合表面具有六个赖氨酸残基，这将倾向于排斥Leu - x - Cys - x - Glu序列内或侧翼的阳性残基。
值得注意的是，最高风险的致癌人类乳头瘤病毒毒株（16, 18, 31, 45）编码的E7蛋白具有与上述诊断模式相匹配的高亲和力pRb结合域。